# Ferdinand de Bertier de Sauvigny
Anne Ferdinand Louis de Bertier de Sauvigny noto come conte di Bertier de Sauvigny (Parigi, 13 maggio 1782 – Versailles, 5 settembre 1864) è stato un politico e nobile francese.

## Biografia
Figlio di Louis Bénigne François Berthier de Sauvigny, intendente di Parigi, massacrato il 22 luglio 1789 assieme a suo suocero, Foullon de Doué, emigrò nel 1791 e prestò servizio nell'esercito di Condé. Fondò, nel 1810, con suo fratello e suo cognato, i Cavalieri della fede, una società segreta che lavorava per il ritorno dei Borboni sul trono di Francia. 
Durante la restaurazione, fu colonnello dei cavalleggeri della guardia e nello stato maggiore del Duca d'Angoulême durante la spedizione spagnola nel 1823. 
Il 22 agosto 1815, era stato eletto deputato nel collegio del Dipartimento di Seine-et-Oise e aveva preso posto all'estrema destra. Accettò momentaneamente, il 13 novembre 1815, la funzione di prefetto del Calvados che occupò fino al 17 ottobre 1816 e quella di prefetto dell'Isère, che occupò dal 17 ottobre 1816 al 27  agosto 1817. Si ripresentò alle elezioni del 6 marzo 1824 e venne eletto nel dipartimento della Dipartimento della Senna . Nella sessione parlamentare del 1824-1825, espose il programma delle "necessità da soddisfare": "abolire le leggi empie della Rivoluzione e punire il sacrilegio, ridare ai vincoli del matrimonio tutta la loro santità dando la precedenza alla cerimonia religiosa, consolare il re per la spoliazione dei suoi compagni, rivedere i nostri codici e portarli in armonia con i nostri sentimenti religiosi e le nostre istituzioni monarchiche, sfrondare l'amministrazione, ridurre il numero dei tribunali e delle corti reali per avvicinarli ai vecchi parlamenti." Combatté la sovvenzione di 400 000 franchi concessa al Conservatorio e ai teatri", istituzioni che non si conformavano alla proprietà e alla moralità chiese la riduzione del numero delle prefetture, l'aumento del bilancio destinato al culto, dimostrandosi uno dei più ardenti sostenitori del risarcimento di un miliardo concesso agli emigranti. 
Nel 1830 si avvicinò alla duchessa di Berry e divenne uno dei suoi consiglieri. Con il duca di Blacas, partecipò all'elaborazione di un programma politico al fine di ripristinare il ramo più anziano, l'editto di riforma del regno. La riforma prevedeva l'elezione dei contribuenti dei consigli comunali, che avrebbero eletto i consigli cantonali. Ogni Cantone avrebbe inviato dei rappresentanti nei consigli generali responsabili della gestione dei dipartimenti. Questi ultimi sarebbero stati riuniti in 18 province, le cui assemblee (provinciali) si sarebbero riunite 30 giorni all'anno. A livello nazionale, l'editto prevedeva due camere: una camera dei pari ereditari e una Camera dei deputati nominata dalle province. In questo programma, tutti i contribuenti erano elettori e tutti gli elettori erano eleggibili. Secondo Bertier: "Le idee più ampie, le più liberali, le più favorevoli al popolo e allo stesso tempo le più coerenti con la gloria e la grandezza della Francia ne facevano la base.